# 西漢南越王博物館
座標: 北緯23度8分25.36秒 東経113度15分22.15秒 / 北緯23.1403778度 東経113.2561528度

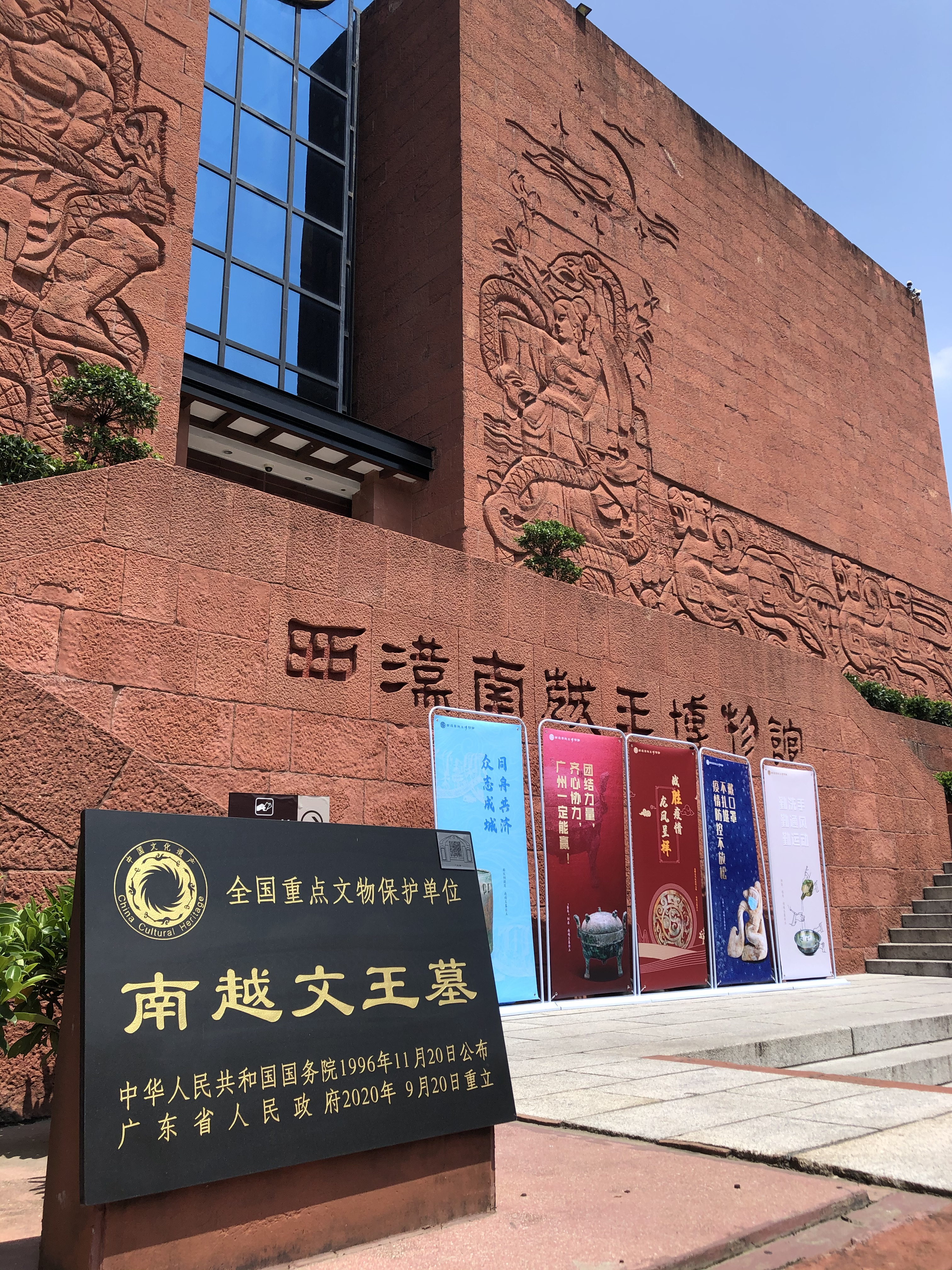
西漢南越王博物館

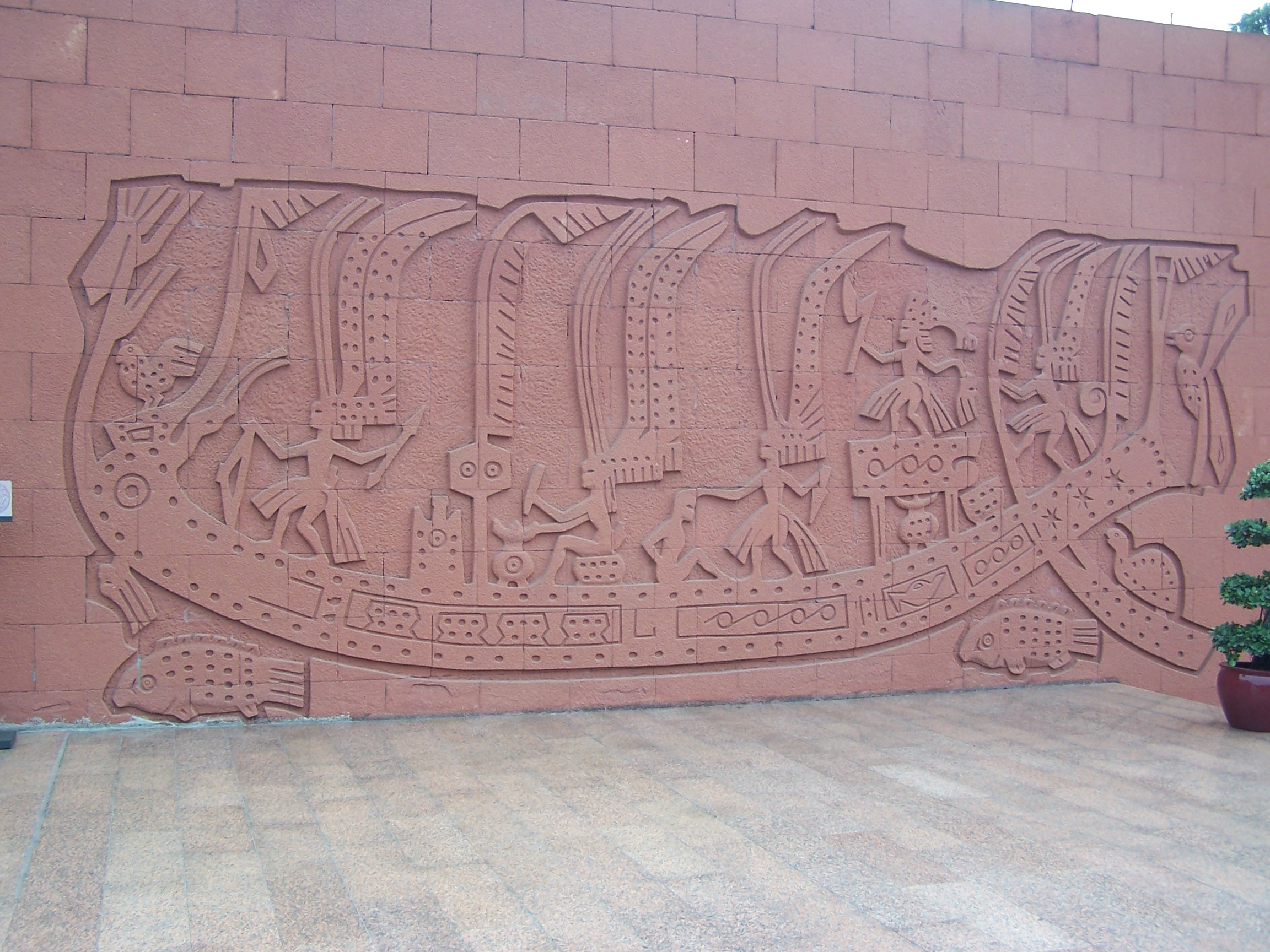
博物館の側壁

西漢南越王博物館（せいかんなんえつおうはくぶつかん、西汉南越王博物馆）は、中華人民共和国広州市越秀区六榕街道にある博物館。
1983年、南越国の君主であった文王趙眜の墓が出土した。このことを受けて博物館の建設が進められ、1993年に博物館建設の全行程が完了した。墓とそこからの出土品が展示されている。
広州地下鉄2号線の越秀公園駅が最寄り駅。バスで向かう場合は解放北路下停留所で降りる。